# 2009 Stock (Metro de Londres)
2009 Stock és un tipus de tren del Metro de Londres actualment en construcció per Bomardier Transportation per a la línia Victoria, per reemplaçar 1967 Stock.

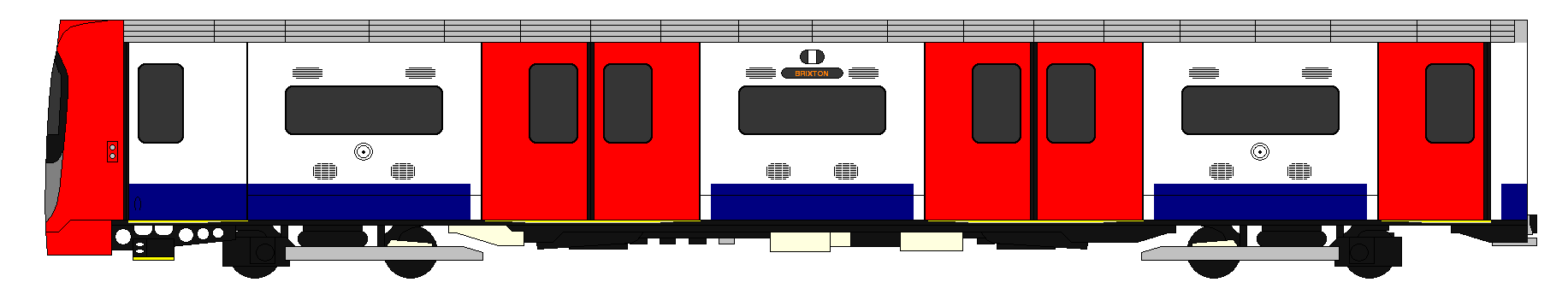
Diagrama del 2009 Stock